# Oroszi
Oroszi är en ort (by) i provinsen Veszprém i västra Ungern. Orten har 131 invånare (2024), på en yta av 4,74 km². Den ligger cirka 12 kilometer nordväst om Ajka.